# Jag hatar dig, älskling!
Jag hatar dig, älskling! är en amerikansk film från 1940 i regi av Robert Z. Leonard.

## Handling
Redaktören Margot Merrick låtsas vara gift för att slippa uppvaktande män. Då dyker Jeff Thompson upp hos hennes familj och hävdar att han är hennes make.

## Rollista
- Myrna Loy - Margot Sherwood Merrick
- Melvyn Douglas - Jeff Thompson
- Raymond Walburn - Mr. Sherwood
- Lee Bowman - Philip Booth
- Bonita Granville - Vicky Sherwood
- Felix Bressart - August Winkel
- Donald Meek - Mr. Flandrin
- Ann Morriss - Beth
- Sidney Blackmer - Hughie Wheeler
- Halliwell Hobbes - Burton